# The Settlers (серія ігор)
The Settlers (нім. Die Siedler) — серія стратегій у реальному часі, створена компанією Blue Byte Software. Першою грою серії була The Settlers (1993).

## Загальний огляд
Ігри серії виконані в жанрах стратегії в реальному часі і симулятора містобудування. Головну популярність франшиза отримала після випуску гри The Settlers II. У частині The Settlers: Heritage of Kings було спрощено багато деталей і особливостей, на що критики і гравці відреагували негативно.

## Історія

### The Settlers

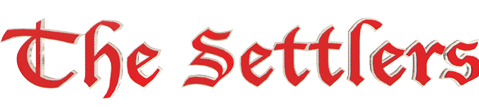
Логотип гри

1 червня 1993 року відбувся реліз першої гри серії — The Settlers. Головною метою гри було побудувати селище з функціонуючою економікою і створювати військові підрозділи, щоб захоплювати землі суперника. Ця гра не отримала великої популярності.

### The Settlers II

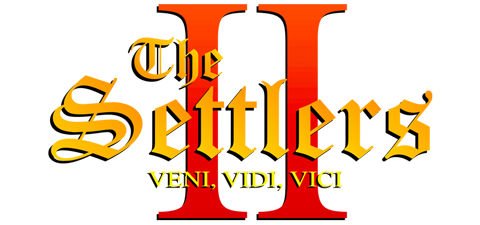
Логотип гри

Наступною грою в серії стала The Settlers II. Реліз відбувся 31 серпня 1996 року. Вона не зраджувала започаткуванням минулої частини. Цього разу увага до гри була великою. Велика популярність призвела до того, що через рік після випуску гри було створено «Золоте видання», яке включає також редактор рівнів. У 2006 році, випущене «ювілейне» перевидання «The Settlers II 10th Anniversary», також розроблене Blue Byte Software і видане Ubisoft. На відміну від оригінальної гри, яка виконана у двовимірній графіці, «ювілейна» версія була створена з використанням тривимірного графічного рушія.

### The Settlers III

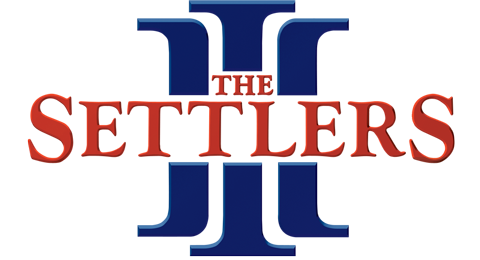
Логотип гри

У 1998 році відбувся реліз третьої частини серії. Сюжет гри став подаватися за допомогою мультиплікаційних фільмів між рівнями. Вступний ролик гри зображує трьох богів: Юпітера (римляни), Гора (єгиптяни) і Чи Ю (китайці), що погрузли у бездіяльності та пияцтві. Верховний бог, незадоволений їхньою поведінкою, наказує їм знайти гідного лідера серед своїх народів, який приведе його до перемоги над іншими. Бог народу-переможця уникне покарання. Роль лідера одного з трьох народів бере на себе гравець.
Найважливішою відмінністю The Settlers III від попередніх ігор серії стала відсутність доріг і введення прямого контролю над військами.

### The Settlers IV
The Settlers IV була випущена у 2000 році, під видавництвом Ubisoft. У ній існує чотири раси: Майя, Вікінги, Римляни та Темне Плем'я. В одиночній грі можна пройти ігрову кампанію за кожен з народів, та зіграти проти комп'ютера на одиночній карті. Мультиплеєр дозволяє гравцям битися один з одним, або зіграти в режимі «free settle», де можна розвивати своє поселення без загрози атаки з боку противника.

### The Settlers: Heritage of Kings

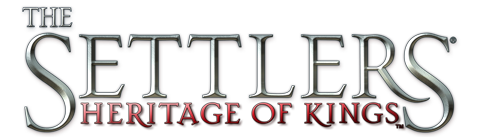
Логотип гри

У The Settlers: Heritage of Kings, яка була випущена в 2005 році, відбулися значні зміни ігрового процесу. Зникли носильники, натомість матеріали і товари надходять на склад автоматично, відразу після їх отримання. Багато будинків позбулися своїх функцій (кузня займалася не виробництвом, а розробкою корисних апгрейдів). З'явилася зміна пір року, яка стала грати певну роль. (Під час дощу стрільці завдають меншої шкоди, навесні тане лід може втопити що знаходяться на ньому загони) Ресурсно-товарні ланцюжки серйозно спростилися. Перетинати водні перешкоди стало можна лише взимку, коли річки покривалися льодом. У грі з'явилися герої, що значно перевершують по силі рядові юнітів, і що володіють спеціальними вміннями. Наприклад священик Хіліас переманює ворожі загони, а Арі вміє ховатися і непомітно пересуватися.

### The Settlers: Rise of an Empire
The Settlers: Rise of an Empire була випущена в 2007 році. Гру очікував змішаний прийом критиків і гравців. Поки багато рецензентів відзначали високий рівень графіки і анімації, розчарування викликав занадто спрощений геймплей гри, а також наявність багів і вильотів. Останній пункт було виправлено з виходом патча 1.7.1.

### The Settlers 7: Paths to a Kingdom
У 2010 році було випущено The Settlers 7: Paths to a Kingdom. В основу гри покладено такий же ігровий процес, який представлений в останніх тривимірних частинах серії The Settlers. Гру очікував в основному позитивний прийом критиків, з невеликими докорами через зрослу складність.

### The Settlers: Castle Empire
Castle Empire — це безкоштовна онлайн-версія 2011 року, під назвою The Settlers Online випущена в Європі у вересні 2012 року.

### The Settlers 8: Kingdoms of Anteria
Ubisoft випустив цю гру 30 серпня 2016 року.

### The Settlers: New Allies
2020 рік

## Ігри серії
- The Settlers (1993)
- The Settlers II: Veni Vidi Vici (1996)
- The Settlers III (1998)
- The Settlers IV (2000)
- The Settlers: Heritage of Kings (2005)
- The Settlers II 10th Anniversary (2006)
- The Settlers: Rise of an Empire (2007)
- The Settlers II: Awakening of Cultures (2008)
- The Settlers 7: Paths to a Kingdm (2010)
- The Settlers: New Allies (2020)